# Liste der Monuments historiques in Montmeillant
Die Liste der Monuments historiques in Montmeillant führt die Monuments historiques in der französischen Gemeinde Montmeillant auf.

## Liste der Objekte
| Bezeichnung                   | Beschreibung          | Standort                        | Kennzeichnung | Schutzstatus | Datum | Bild |
| ----------------------------- | --------------------- | ------------------------------- | ------------- | ------------ | ----- | ---- |
| Skulptur Christus in der Rast | Holz, 16. Jahrhundert | in der Kirche St-Nicaise (Lage) | PM08000327    | Classé       | 1957  |      |
| Kruzifix                      | Holz, 16. Jahrhundert | in der Kirche St-Nicaise (Lage) | PM08000326    | Classé       | 1957  |      |